# عبده دياب
عبده دياب (1941 - 2 يناير 2003) هو مخرج إذاعي وروائي مصري.

## حياته ونشأته
ولد عام 1941 وتخرج من المعهد العالي للفنون المسرحية وفي بداية حياته عمل أستاذا غير متفرغ في المعاهد الفنية ثم التحق بالإذاعة المصرية وتتلمذ على يد محمد توفيق ومحمد محمود شعبان ويوسف الحطاب، قد عمل مساعداً لهم في أعمالهم وكان أول ماكتبه للإذاعة المصرية 25 تمثيلية للأطفال أخرجها بابا شارو وقدمتها أبله فضيلة ثم قام بتأليف وإخراج أول تمثيلية له في مجال الإذاعة وهى ابن البلد حيث ألفها وأخرجها للإذاعة وأول مسلسل له من إخراجه صابرو وتأليف مصطفى مشعل وبطولة زوزو نبيل وسناء جميل وصلاح قابيل وعفاف شعيب الذي أكتشفها.
لدية من الأبناء هشام ضابط بالقوات المسلحة وعمرو المخرج بإذاعة الشباب والرياضة وطارق المخرج بالبرنامج العام والمهندسة إيمان دياب.

## مسيرته
- قدم أول حلقة من حلقات البرنامج أغرب القضايا[6] وقدم منه 613 حلقة على مدى تاريخه، في أواخر عام 1972وكان الهدف من البرنامج ليخفف توتر المواطنين أثناء انتظارهم للحرب لتحرير سيناء التي احتلتها إسرائيل عام 1967.

- كتب وأخرج العديد من الروائع الإذاعية الهامة ومنها أغرب القضايا واستمر في تأليفه وإخراجه على مدار 30 سنة وأصدر كتابا بنفس العنوان والحلقة الأخيرة كان قد انتهى من كتابتها قبل دخوله المستشفي بيوم واحد وعنه نال جائزة الإخراج المتميز عام 1985م وأحسن برنامج داخل مصر وخارجها.[7]
- حاضر عبده دياب في عدة كليات للتربية النوعية وكان يسعده التنقل في أسبوع واحد بين مقارها في الفيوم وميت غمر وأشمون برغم المشكلات الصحية التي كان يعانيها خلال سنوات عمره الأخيرة الأخيرة كما كانت له العديد من المؤلفات المنشورة سواء مقالات في مجلات المسرح والفن الإذاعي أو في كتب منها الدراما البوليسية والدراما الضاحكة بالإضافة إلى التأليف الدرامي والإعداد الدرامي كما نشر مجموعة قصص منها الزهور التي ماتت وعيون الغريب والذكريات القاتلة وكتاب الحوار الدرامي.[3]
- كانت آخر مناصبه مدير عام التمثيليات بإذاعة البرنامج العام.

## أعماله
```
بلغ حصيلة ما قدمه دياب للإذاعة خلال مشواره 64 خماسية درامية و25 سباعية و44 مسلسلا إذاعيا وكتب للمسرح الكثير من العروض الشعبية للثقافة الجماهيرية وغلب عليها الطابع الكوميدي ومنها: مسرحية ابن بهانة وعرضت في عدة محافظات والعريس رقم 100 إخراج 
سعيد مدبولي
 وبطولة 
كمال الشناوي
 و
ماجدة الخطيب
 ومسرحية جدعان بلدنا وكابتن أمريكا و3 رجالة والعيار الأخير.
[
8
]
```

## عضويات
حصل على عضوية اتحاد كتاب مصر والعرب .

## وفاته
أصيب بأزمة قلبية ونقل للعلاج في مستشفى القصر العيني الفرنساوي وتوفي في يوم 2 يناير عام 2003.